# 아슈켈론

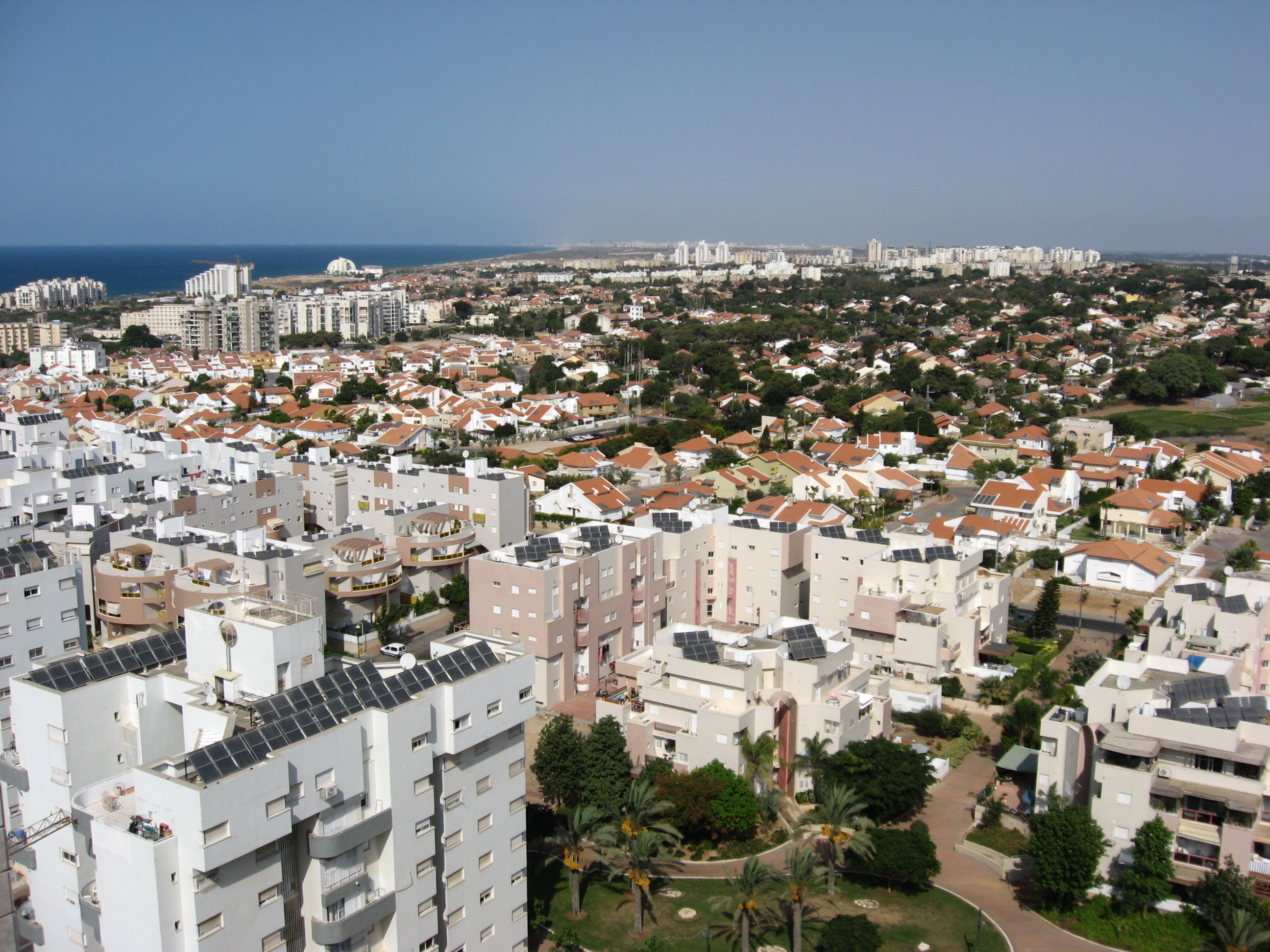
아슈켈론 시가지

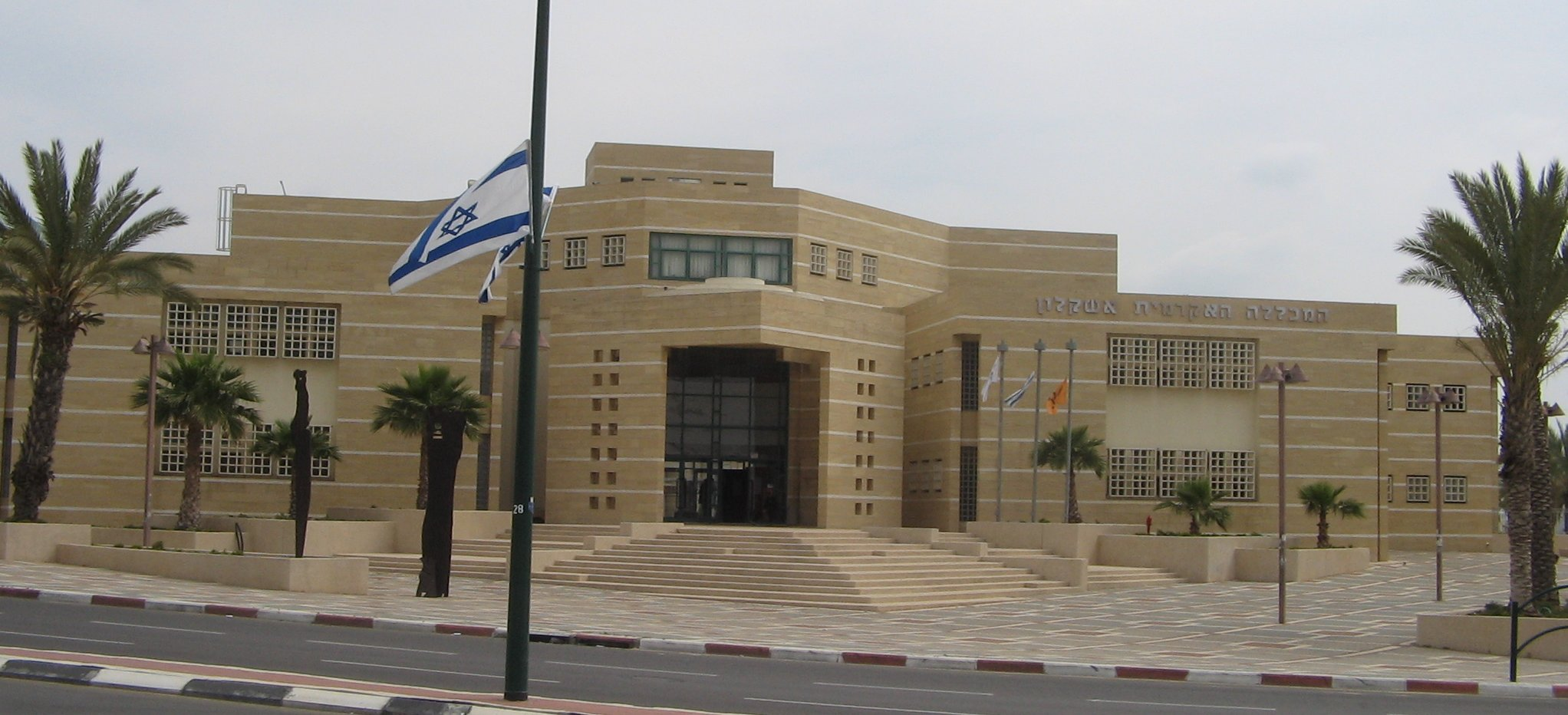
아슈켈론 미술 대학

아슈켈론(히브리어: אַשְׁקְלוֹן, 아랍어: عسقلان) 또는 아스칼론 (Ascalon) 은 이스라엘 남부 구에 위치한 도시로, 지중해 연안과 접하며 텔아비브에서 남쪽으로 50km, 가자 지구 경계에서 북쪽으로 13km 정도 떨어진 곳에 위치한다.

## 역사
고대 불레셋의 5개 도시 국가 중 하나였으며, 가나안에서 가장 먼저 설립된 항구 도시였다.
후사인 이븐 알리의 머리가 묻혔다는 전승이 있어, 11세기 모스크가 세워진 이래 수니파와 시아파 모두의 순례지가 되었다.
1099년에 제1차 십자군의 마지막 전투인 아스칼론 전투가 발생하였다.

## 인구
| 연도    | 인구    | ±%     |
| ------- | ------- | ------ |
| 1955    | 16,600  | —      |
| 1961    | 24,300  | +46.4% |
| 1972    | 43,000  | +77.0% |
| 1983    | 52,900  | +23.0% |
| 1995    | 83,100  | +57.1% |
| 2008    | 110,600 | +33.1% |
| 2010    | 114,500 | +3.5%  |
| 2011    | 117,400 | +2.5%  |
| 출처: - |         |        |

## 자매 도시
- 캐나다 퀘벡 코트생뤼크
- 중화인민공화국 싱양 시
- 프랑스 액상프로방스
- 조지아 쿠타이시
- 독일 베를린 바이센제 구
- 폴란드 소포트
- 우간다 엔테베
- 미국 포틀랜드
- 미국 볼티모어

## 같이 보기
- 파 (채소)